# Terza battaglia di Char'kov
La terza battaglia di Char'kov venne combattuta dal 5 marzo al 23 marzo 1943 sul fronte orientale nel corso della seconda guerra mondiale. Fu l'ultima importante vittoria della Wehrmacht tedesca nel conflitto. Nelle fonti sovietiche viene denominata difesa di Char'kov.
Dal 20 febbraio 1943 i tedeschi, al comando del feldmaresciallo Erich von Manstein, erano riusciti, nella prima fase della controffensiva che seguiva la lunga serie di sconfitte iniziate con la catastrofe di Stalingrado, a tagliare fuori e distruggere le punte avanzate dell'Armata Rossa che marciavano verso il Dnepr e il mare d'Azov nel corso dell'operazione Galoppo. 
Nella seconda fase della controffensiva, iniziata il 5 marzo 1943, i tedeschi riconquistarono l'importante città di Char'kov dopo una serie di scontri tra mezzi corazzati e di violenti combattimenti per le strade cittadine, quindi entrarono in Belgorod e misero in pericolo il fronte sovietico nella regione di Kursk, riuscendo entro il 23 marzo 1943 a stabilizzare la situazione strategica, interrompendo bruscamente l'offensiva generale sovietica che era sembrata inarrestabile.
Un ruolo importante nei combattimenti nel settore meridionale del fronte orientale venne svolto dal II SS-Panzerkorps delle Waffen-SS, giunto di rinforzo dalla Francia, in cooperazione con le numerose Panzerdivision della Wehrmacht, già in combattimento da molte settimane e molto logorate dalle continue battaglie invernali. La vittoria tedesca fu seguita da una lunga pausa delle operazioni, mentre le due parti in guerra preparavano la successiva battaglia di Kursk, che sarebbe iniziata il 5 luglio 1943.

## Il Fronte orientale

### Situazione strategica nell'inverno 1943
Il 16 febbraio 1943 le forze corazzate e i fucilieri dell'Armata Rossa avevano liberato, nel corso dell'operazione Stella, la grande città industriale di Char'kov, raggiungendo un successo di importanza strategica e di notevole valore propagandistico. Seguendo di solo due giorni la liberazione di Rostov e Vorošilovgrad, avvenute entrambe il 14 febbraio, sembrò segnare la definitiva vittoria dei sovietici e l'inizio del crollo definitivo della Wehrmacht sul Fronte orientale. 
Char'kov, nodo di comunicazioni importantissimo, grande centro industriale e capitale dell'Ucraina orientale, era stata un obiettivo primario della guerra all'est fin dall'inizio; conquistata dai tedeschi nell'ottobre 1941 dopo violenti combattimenti, era stata al centro della controffensiva sovietica del maggio 1942 che si era conclusa con un sanguinoso fallimento. Char'kov quindi era rimasta un grande centro logistico a disposizione della Wehrmacht impegnata nella campagna d'estate verso Stalingrado e il Caucaso. Anche dopo la catastrofe di Stalingrado, i tedeschi non cedettero facilmente terreno; su indicazione diretta di Adolf Hitler la città di Char'kov avrebbe dovuto essere difesa ad oltranza da parte delle truppe scelte Waffen-SS del II SS-Panzerkorps appena arrivate dalla Francia per risollevare le sorti della guerra per la Germania nazista. Queste truppe tuttavia, non furono in grado di respingere l'offensiva sovietica e il 16 febbraio 1943 dovettero evacuare Char'kov per evitare un nuovo accerchiamento. 

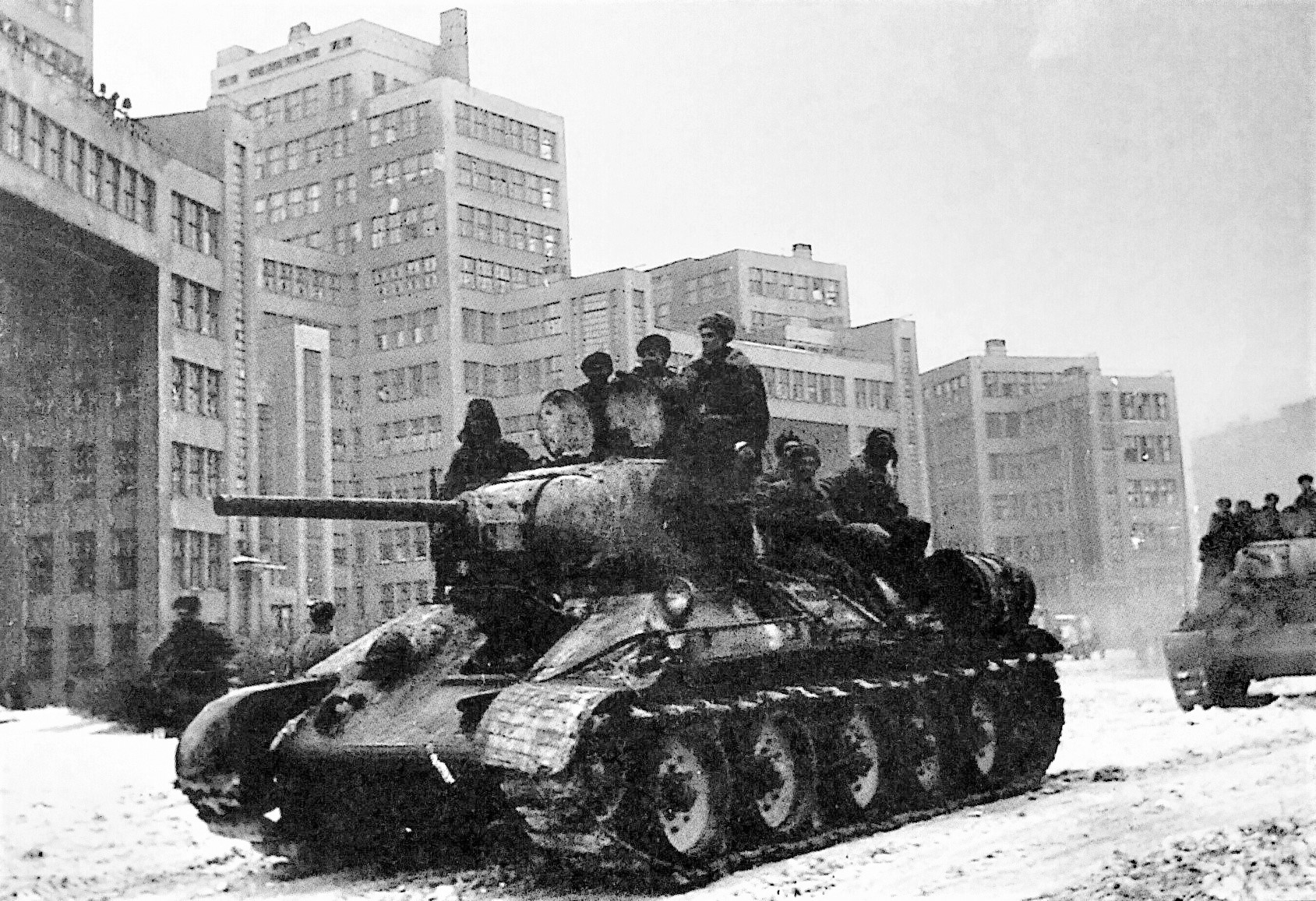
I carri armati sovietici entrano nel centro di Char'kov il 16 febbraio 1943.

Il generale Filipp Golikov, comandante del Fronte di Voronež che aveva liberato Char'kov, aveva continuato, secondo le indicazioni dello Stavka, ad avanzare dopo la brillante vittoria, verso ovest in direzione di L'gov e Sumy, in connessione con la contemporanea offensiva del generale Nikolaj Vatutin comandante del Fronte Sud-Occidentale, in direzione del Donbass e del Dnepr. Il generale Vatutin aveva continuamente esteso la sua offensiva e il 20 febbraio 1943 le sue unità meccanizzate di punta si stavano avvicinando a Zaporož'e sul Dnepr, a Stalino e a Mariupol' sul Mar d'Azov, minacciando di accerchiare tutte le armate tedesche in combattimento nel settore meridionale del Fronte orientale con conseguenze potenzialmente decisive per l'esito della guerra all'est. 
La situazione strategica della Wehrmacht appariva veramente critica; dopo le pesanti perdite nel settori di Stalingrado e del Don e l'annientamento delle armate degli alleati dell'Asse, l'Italia, la Romania e l'Ungheria, la Germania nazista non sembrava avere più forze sufficienti per fermare l'avanzata dei sovietici; le stesse potenze occidentali alleate dell'Unione Sovietica, impressionati dalle vittorie dell'Armata Rossa, non escludevano un crollo irreversibile tedesco. Lo schieramento tedesco nel settore meridionale del Fronte orientale era molto disarticolato: il debole "Distaccamento Kempf" e il II SS-Panzerkorps del generale Paul Hausser dopo aver evacuato Char'kov avevano ripiegato verso ovest; più a sud c'era un ampio settore del fronte praticamente privo di difese tedesche tra Krasnograd e Slavjansk dove avanzava quasi senza ostacoli l'ala destra del Fronte Sud-Occidentale del generale Vatutin; tra Slavjansk e la costa del Mar d'Azov si trovavano le forze tedesche che avevano ripiegato dal Don e che ora cercavano di sbarrare la strada per il Donbass, difendendo in inferiorità numerica la linea del Donec e del Mius.
La realtà però era in parte diversa; le armate sovietiche che continuavano ad avanzare si stavano progressivamente esaurendo a causa delle perdite, delle crescenti difficoltà logistiche per il rifornimento di munizioni, carburante e viveri, per la resistenza tedesca e per le difficoltà create dal clima invernale e dai primi segni del disgelo. Inoltre dal punto di vista operativo l'alto comando tedesco stava riprendendo il controllo della situazione ed erano in corso manovre strategiche per cambiare l'andamento della battaglia in corso. Il feldmaresciallo Erich von Manstein il 12 febbraio 1943 aveva assunto il comando del nuovo Gruppo d'armate Sud in cui erano state raggruppate tutte le forze tedesche comprese tra il settore a ovest di Kursk e la costa del Mar Nero; l'alto ufficiale era riuscito, dopo lunghi colloqui diretti con Hitler in persona al suo posto di comando di Zaporož'e il 17-19 febbraio 1943, a far approvare i suoi piani strategici. Egli prevedeva una serie di spostamenti delle sue forze per chiudere i varchi del fronte e passare alla controffensiva per battere le armate sovietiche che imprudentemente stavano ancora avanzando verso ovest.

### Prima fase della controffensiva tedesca
Dopo aver completato con successo il 7 febbraio 1943 la ritirata, attraverso i ponti di Rostov, della 1. Panzerarmee del generale Eberhard von Mackensen che era risalita con una lunga ritirata dal Caucaso, il feldmaresciallo von Manstein, aveva schierato questa armata, potenziata con quattro Panzerdivision e la 5. SS-Panzer-Division "Wiking", nel settore di Slavjansk e Krasnoarmejsk per chiudere la strada per Stalino e Mariupol'. Inoltre il comandante del Gruppo d'armate Sud aveva fatto risalire a nord del Don anche la 4. Panzerarmee del generale Hermann Hoth che era passata con due Panzerdivision a nord-ovest della 1. Panzerarmee e aveva preso posizione per attaccare sul fianco sinistro le colonne del generale Vatutin che marciavano sul Dnepr: infine il feldmaresciallo aveva ordinato al II SS-Panzerkorps di scendere verso sud e attaccare, in connessione con la 4. Panzerarmee, il fianco destro delle armate del Fronte Sud-occidentale.
La controffensiva del feldmaresciallo von Manstein ebbe inizio il 20 febbraio 1943 e colse di sorpresa le armate sovietiche che continuavano ad avanzare. Nei primi giorni il generale Vatutin e gli alti comandi dello Stavka non compresero l'importanza dell'attacco tedesco e ritennero che si trattasse solo di manovre per coprire la ritirata generale dietro il Dnepr; essi quindi continuarono ad ordinare nuovi attacchi e non presero i provvedimenti richiesti dalla situazione. Di conseguenza la controffensiva tedesca ebbe pieno successo. 

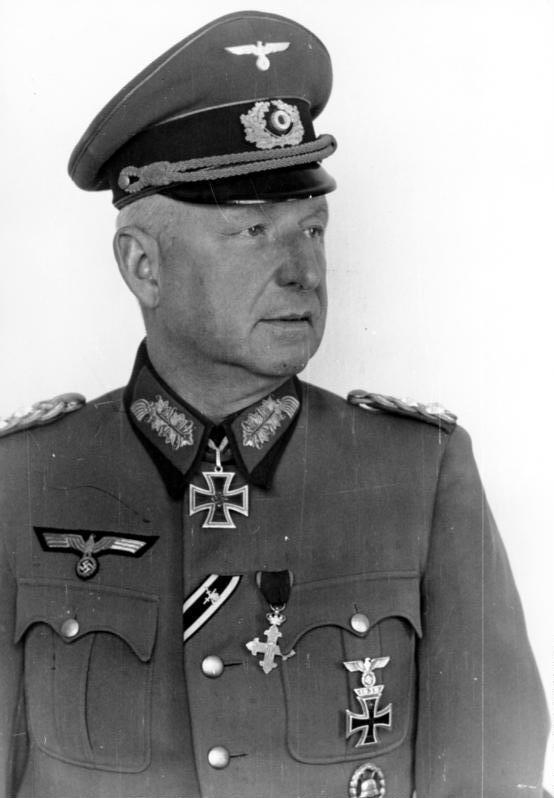
Il feldmaresciallo Erich von Manstein, comandante del Gruppo d'armate Sud.

A nord due divisioni del II SS-Panzerkorps, 2. SS-Panzer-Division "Das Reich" e 3. SS-Panzerdivision "Totenkopf", del generale Hausser misero in grave difficoltà la 6ª Armata sovietica e avanzarono fino a Pavlograd che fu raggiunta il 23 febbraio 1943; a sud il 48º Panzerkorps con due Panzerdivision attaccò il 22 febbraio sul fianco sinistro della 6ª Armata e della 1ª Armata della Guardia e il 23 febbraio si ricongiunse a Pavlograd con le divisioni SS. Le punte corazzate sovietiche che si erano spinte fino a venti chilometri da Zaporož'e furono tagliate fuori e dovettero ripiegare a piedi verso est abbandonando tutto l'equipaggiamento. Negli stessi giorni la situazione per i sovietici divenne critica anche nel settore di Krasnoarmejsk dove le quattro Panzerdivision e la SS "Wiking" della 1. Panzerarmee contrattaccarono il "gruppo mobile" del generale Markian Popov che, rimasto con pochissimi carri armati, dopo una tenace resistenza dovette battere in ritirata il 27 febbraio verso Barvenkovo e la linea del Donec.
Solo il 25 febbraio 1943 il generale Vatutin comprese finalmente la gravità della situazione delle sue armate dell'ala destra e fece il primo rapporto allarmistico allo Stavka richiedendo rinforzi; egli decise quindi di arrestare ogni ulteriore avanzata e far ripiegare le sue colonne di testa; inoltre cercò di organizzare uno sbarramento difensivo a Barvenkovo e Lozovaja per guadagnare tempo e salvare dall'annientamento la 6ª Armata e il "gruppo mobile" del generale Popov. Il 28 febbraio dovette essere abbandonata anche Barvenkovo sotto la pressione dell'attacco della 1. Panzerarmee del generale von Mackensen con quattro Panzerdivision, e nei giorni seguenti i sovietici evacuarono anche Lozovaja dove arrivarono le divisioni corazzate della 4. Panzerarmee del generale Hoth e del II SS-Panzerkorps del generale Hausser. Il 3-4 marzo 1943 si concluse la ritirata dell'ala destra del Fronte Sud-Occidentale; i superstiti della 6ª Armata, della 1ª Armata della Guardia e del "gruppo mobile" rifluirono oltre il corso ghiacciato del Donec tra nord-ovest di Izjum e sud-est di Krasnyj Liman, dove in qualche modo fu stabilizzata la situazione; altri piccoli gruppi di soldati sovietici si salvarono a piedi; nel frattempo anche le armate dell'ala sinistra del Fronte Sud-Occidentale si erano fermate a ovest di Vorošilovgrad, e altre due Panzerdivision riconquistarono il 4 marzo Slavjansk e Lisičansk. Ancora più a sud erano falliti i tentativi del Fronte Meridionale del generale Rodion Malinovskij di superare la linea difensiva del Mius, difesa con successo dal "Distaccamento Hollidt" con due divisioni meccanizzate. L'arrivo del disgelo in questa fase favorì i sovietici, rallentando l'inseguimento tedesco e costringendo alla fine a interrompere le operazioni nelle regioni meridionali più temperate.
La prima fase della controffensiva del feldmaresciallo von Manstein si concluse il 4 marzo 1943 con una brillante e inattesa vittoria, respingendo i resti delle armate del generale Vatutin dietro il Donec, stabilizzando il fronte meridionale e proteggendo il Donbass e l'Ucraina orientale. Dopo questa serie di vittorie la situazione strategica tedesca era molto migliorata, mentre lo schieramento sovietico a causa della ritirata del Fronte Sud-Occidentale era pericolosamente sbilanciato. Le perdite sovietiche erano state pesanti: 32000 morti, feriti e dispersi, 420 cannoni e 615 carri armati; la 6ª Armata e almeno quattro corpi corazzati erano stati distrutti, mentre anche la 1ª Armata della Guardia aveva subito pesanti perdite.

## Terza battaglia di Char'kov

### Situazione del Fronte di Voronež sovietico

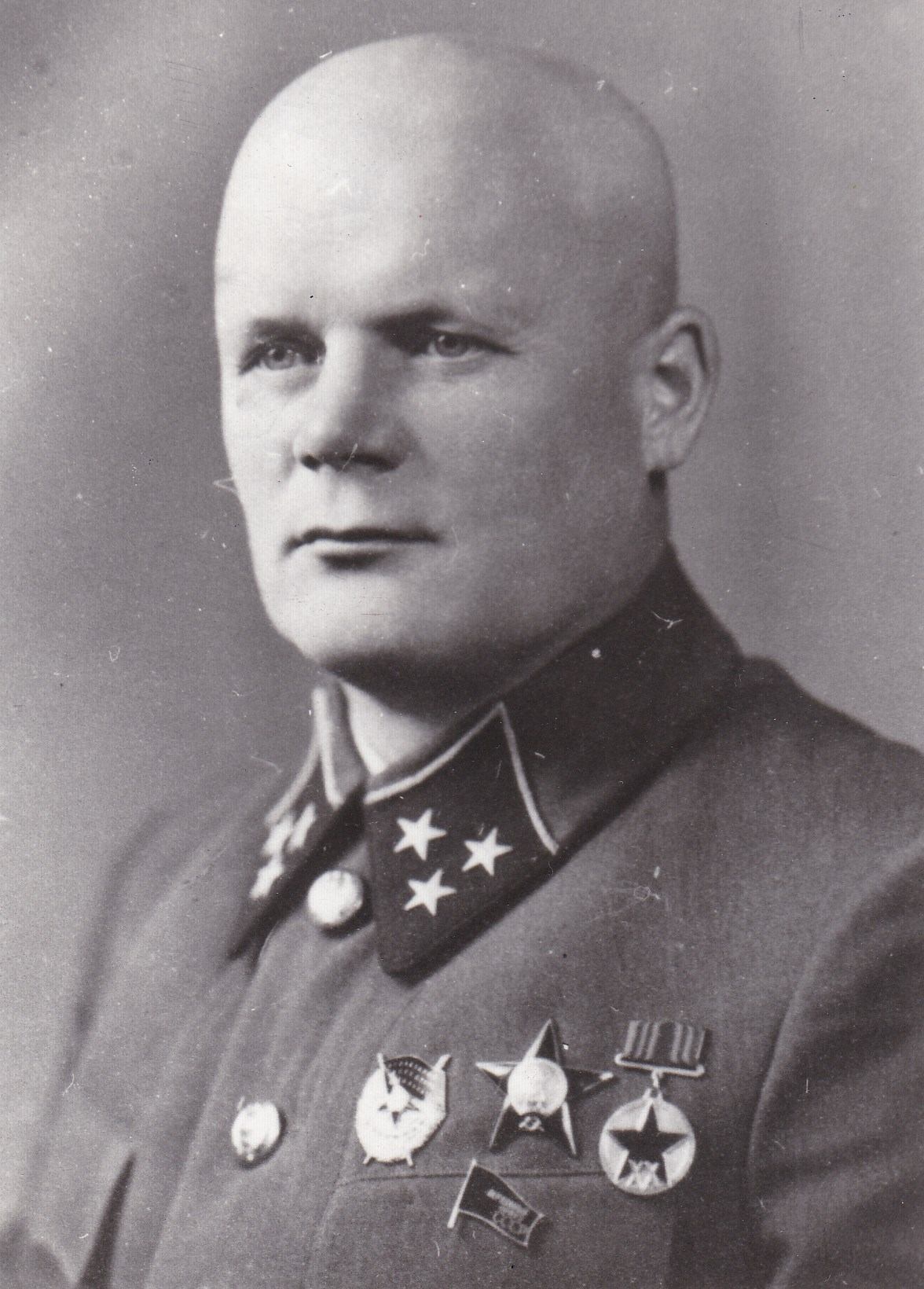
Il generale Filipp Golikov, comandante del Fronte di Voronež.

Mentre il Fronte Sud-Occidentale del generale Vatutin combatteva le drammatiche battaglie tra il Dnepr e il Donec, affrontando, dal 20 febbraio, l'inattesa controffensiva tedesca, più a nord le armate del Fronte di Voronež del generale Golikov avevano continuato ad avanzare verso ovest dopo la liberazione di Char'kov del 16 febbraio 1943. Il 17 febbraio gli ordini provenienti dallo Stavka richiedevano al generale Golikov di supportare con la massima energia l'avanzata del generale Vatutin verso Dnepropetrovsk, marciando direttamente verso Poltava. Le armate dell'ala destra del Fronte di Voronež, la 60ª Armata del generale Ivan Černjachovskij e la 38ª Armata, ripresero quindi ad avanzare e prima raggiunsero L'gov, poi il 3-4 marzo entrarono in contatto con le difese tedesche di Sumy. Contemporaneamente la 40ª Armata del generale Kirill Moskalenko liberò Achtyrka e Lebedin alla fine di febbraio e superò il fiume Oskol prima di trovare una maggiore resistenza tedesca. Sull'ala sinistra del Fronte di Voronež anche la 69ª Armata del generale Kazakov e la 3ª Armata corazzata del generale Pavel Rybalko erano avanzate verso Poltava fino al 23 febbraio 1943 quando giunsero al generale Golikov nuovi ordini dall'alto comando sovietico.
A causa dell'improvvisa controffensiva tedesca contro la 6ª Armata del generale Vatutin, si stava creando una situazione critica per i sovietici, e di conseguenza era necessario portare aiuto all'ala destra del Fronte Sud-Occidentale; lo Stavka quindi richiese che la 69ª Armata e soprattutto la 3ª Armata corazzata deviassero la loro marcia verso sud per attaccare nella regione di Krasnograd il II SS-Panzerkorps che avanzava sul fianco della 6ª Armata. Questo tentativo improvvisato si concluse però in pochi giorni con una pesante sconfitta; lo spostamento si rivelò logisticamente difficile e proseguì con lentezza; inoltre ancor prima di essere concentrata per la controffensiva sul fianco, l'armata corazzata del generale Rybalko, già indebolita dalle precedenti battaglie e ridotta a solo 50 carri armati con rifornimenti insufficienti di carburante e munizioni, venne bombardata dagli aerei della Luftwaffe. 

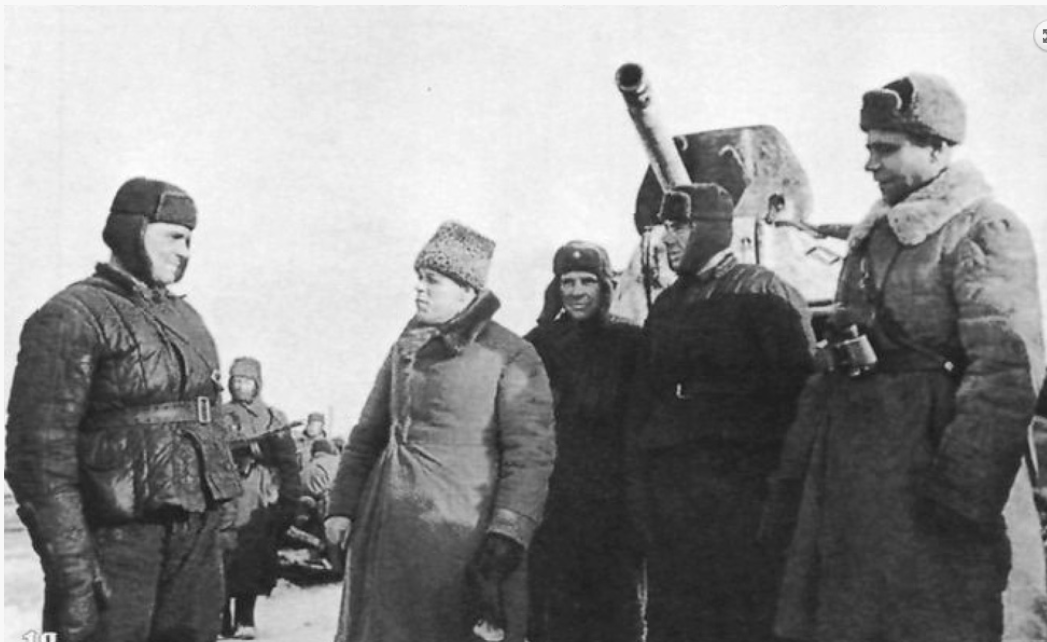
Ufficiali e carristi della 3ª Armata corazzata; secondo da sinistra il generale Pavel Rybalko, comandante dell'armata, ultimo a destra il generale Vasilij Kopcov, comandante del 15º Corpo corazzato, morto in combattimento il 3 marzo 1943.

Il contrattacco della 3ª Armata corazzata non diede risultati; i sovietici vennero attaccati da sud-ovest dal II SS-Panzerkorps e dal 48º Panzerkorps della 4. Panzerarmee del generale Hoth che avevano rapidamente cambiato il loro schieramento e il 2 marzo la 3ª Armata corazzata venne praticamente circondata dalle tre divisioni SS "Leibstandarte Adolf Hitler", "Totenkopf" e "Das Reich", tranne il 6º Corpo di cavalleria della Guardia che riuscì a sfuggire. Gli altri reparti dell'armata accerchiati, tre divisioni fucilieri e due corpi corazzati, la notte del 4 marzo cercarono di sfondare e, sotto gli attacchi dei cacciabombardieri tedeschi e dopo combattimenti violentissimi, riuscirono a ritirarsi verso Novaja Vodolaga, ma le perdite furono pesanti: il 12º Corpo corazzato riuscì a ripiegare con ordine, mentre il 15º Corpo corazzato venne distrutto dopo essersi battuto fino all'ultimo; il suo comandante, generale Vasilij Kopcov, fu ucciso vicino al posto di comando del II SS-Panzerkorps. 
Dopo questa sanguinosa disfatta, i resti della 3ª Armata corazzata ripiegarono 20-30 chilometri a nord-ovest di Krasnograd per cercare di coprire le vie di accesso a Char'kov, mentre la 69ª Armata prese posizione dietro una linea precaria a 40 chilometri a nord-est di Poltava. La situazione delle armate del Fronte di Voronež, dopo le vittoriose ma logoranti avanzate iniziali e la dura sconfitta delle forze schierate sull'ala sinistra, divenne molto difficile; il fronte sovietico era indebolito e i collegamenti con le truppe del generale Vatutin dietro il Donec erano precari; inoltre le divisioni erano deboli a causa delle forti perdite e delle difficoltà nel rifornimento di viveri e munizioni; particolarmente critica era la carenza del carburante che rendeva difficili gli spostamenti e il trasporto dei materiali; erano disponibili solo 70 carri armati. 
L'alto comando sovietico riteneva che le linee sovietiche a sud di Char'kov sarebbero state presto attaccate dai tedeschi; si era alla vigilia del disgelo ma il clima era ancora rigido e il terreno idoneo per manovre con mezzi motorizzati. Lo Stavka temeva che in caso di un cedimento completo del Fronte di Voronež si sarebbe creata una situazione di grande pericolo per le retrovie del gran numero di armate del settore centrale, comprese le truppe trasferite da Stalingrado al comando del generale Konstantin Rokossovskij, che dal 25 febbraio 1943 stavano avanzando a ovest in direzione di Brjansk e Smolensk secondo gli ordini diretti di Stalin; era quindi assolutamente necessario guadagnare tempo, difendere Char'kov e fermare la controffensiva tedesca. Lo Stavka iniziò anche a organizzare i movimenti per far intervenire le sue riserve strategiche. Il Fronte di Voronež arrestò l'avanzata verso Rylsk, Sumy e Poltava e passò sulla difensiva: la 40ª Armata e la 69ª Armata organizzarono un piano di ritirata su cinque linee successive, mentre la 3ª Armata corazzata prese il controllo delle difese principali a sud di Char'kov che vennero precipitosamente rinforzate con nuovi reparti di artiglieria, mezzi corazzati e fucilieri; venne creato uno stato maggiore speciale per la difesa della città.

### Seconda fase della controffensiva tedesca
Negli aspri colloqui diretti del 17-19 febbraio 1943 tra Hitler e il feldmaresciallo von Manstein a Zaporož'e; il comandante del Gruppo d'armate Sud era riuscito faticosamente ad ottenere l'approvazione del Fuhrer per i suoi piani per risolvere la crisi del fronte tedesco e riprendere l'iniziativa delle operazioni. Al contrario di Hitler che aveva richiesto un contrattacco immediato del II SS-Panzerkorps al completo, con il concorso della SS "Totenkopf" appena arrivata, in direzione di Char'kov per riconquistare immediatamente la grande città ucraina persa dalle sue truppe scelte il 16 febbraio, il feldmaresciallo von Manstein aveva proposto un piano diverso che teneva in considerazione gli sviluppi in corso dell'offensiva sovietica e anche l'evoluzione del clima e i tempi dell'atteso disgelo di primavera. Secondo il comandante del Gruppo d'armate Sud, era prioritario fronteggiare le forze sovietiche che minacciavano di arrivare al Dnepr e al Mar d'Azov e solo in un secondo tempo, superato questo pericolo, passare all'attacco a nord verso Char'kov. In questo modo inoltre si sarebbe combattuto prima nelle regioni meridionali dell'Ucraina meno fredde dove il disgelo era imminente, e in un secondo tempo nelle aree più rigide a nord dove la rasputiza sarebbe arrivata più tardi. 
Con molta difficoltà, il feldmaresciallo von Manstein alla fine aveva convinto Hitler e quindi il Gruppo d'armate Sud aveva scatenato il 20 febbraio 1943 la controffensiva secondo il suo piano strategico che aveva avuto pieno successo. Dopo aver respinto entro il 4 marzo 1943 anche l'affrettato contrattacco del Fronte di Voronež, per i tedeschi si apriva finalmente la possibilità di attaccare verso nord e riconquistare Char'kov, vendicando la recente sconfitta delle Waffen-SS. Il piano del Gruppo d'armate Sud prevedeva che l'attacco su Char'kov fosse sferrato dalla 4. Panzerarmee del generale Hoth che avrebbe condotto l'assalto principale con l'ala sinistra dove il II SS-Panzerkorps del generale Paul Hausser con le tre divisioni SS "Leibstandarte Adolf Hitler", "Das Reich" e "Totenkpf", sarebbe avanzato sulla direttrice Valky, Ljubotyn, Derhači, protetto sul fianco sinistro dal "Gruppo Raus" del generale Erhard Raus, appartenente al "Distaccamento Kempf" del generale Werner Kempf, con la Panzergrenadier-Division Großdeutschland e tre divisioni di fanteria. A destra delle Waffen-SS avrebbe attaccato il 48° Panzerkrops del generale Otto von Knobelsdorff sulla direttrice Merefa-Čuguev, cercando di intercettare le vie di ritirata verso il Donec a est. Il movimento aggirante da nord-ovest del II SS-Panzerkorps si sarebbe combinato con la manovra da sud-est del 48º Panzerkorps, accerchiando completamente Char'kov. Il "Gruppo Raus" avrebbe coperto questa manovra avanzando verso Bogoduchov e Grajvoron.
In realtà sembra che il piano originale del feldmaresciallo von Manstein fosse più ambizioso e prevedesse di attraversare subito il Donec e avanzare a est del fiume, aggirando Char'kov con un movimento da nord-est verso sud-ovest e tagliando fuori le forze sovietiche concentrate nella città che sarebbero state bloccate frontalmente dal "Distaccamento Kempf". Egli tuttavia alla fine rinunciò a questo piano che avrebbe richiesto forze più ingenti e più tempo; l'imminente disgelo rendeva essenziale invece procedere in fretta, per non correre il rischio di trovarsi completamente bloccati dal fango. Nell'alto comando tedesco non tutti erano favorevoli a proseguire la controffensiva dopo la prima fase vittoriosa; il generale Hoth in particolare propose di rinunciare ad ulteriori attacchi e passare sulla difensiva in attesa dell'estate. Il feldmaresciallo von Manstein tuttavia ritenne che ci fosse la possibilità di sfruttare l'indebolimento delle forze sovietiche dopo le recenti sconfitte e quindi decise di procedere all'attacco verso Char'kov secondo il piano meno complicato, a ovest del Donec. In caso di successo, le forze tedesche avrebbero potuto proseguire secondo le circostanze lungo la direttrice di Belgorod e Kursk; un'avanzata in questa regione avrebbe potuto essere potenzialmente molto pericolosa per i sovietici, colpendo le retrovie dell'ala destra del Fronte di Voronež del generale Golikov.

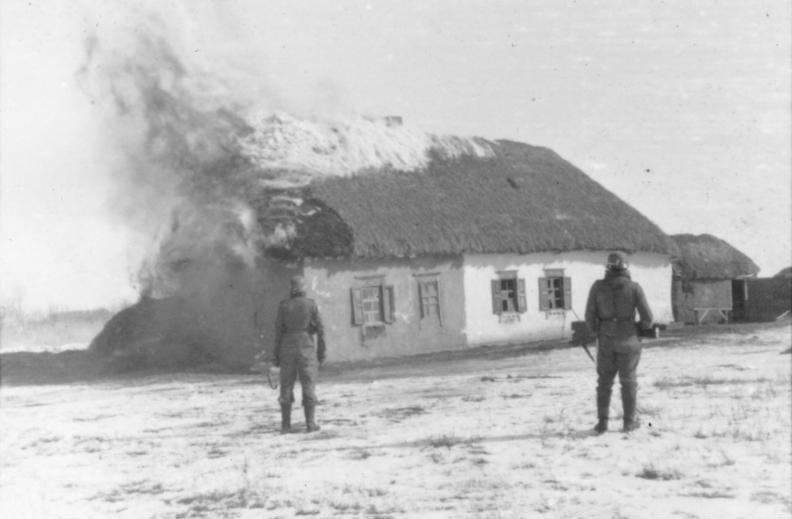
Truppe Waffen-SS in azione nel settore di Char'kov.

Dopo la prima fase della controffensiva le forze tedesche del feldmaresciallo von Manstein avevano raggiunto la superiorità numerica e di mezzi rispetto ai sovietici; mentre la 2. Armee sulla sinistra manteneva, con otto divisioni di fanteria e una Panzerdivision, i collegamenti con il Gruppo d'armate Centro, il "Distaccamento Kempf" con tre divisioni di fanteria e una divisione panzergrenadier aveva di fronte la debole 69ª Armata; sull'ala destra era concentrata la 4. Panzerarmee del generale Hoth che era opposta alla 3ª Armata corazzata e ai resti della 6ª Armata del Fronte Sud-Occidentale, con altre cinque divisioni fanteria, tre Panzerdivision della Wehrmacht e tre Divisioni SS, nel complesso si trattava di 180000 soldati con circa 750 mezzi corazzati e 3400 cannoni e mortai; la Luftwaffe disponeva di circa 500 aerei da combattimento. Secondo le fonti sovietiche, i tedeschi avevano all'inizio della battaglia un vantaggio di 5 a 1 per i mezzi corazzati e di quasi 4 a 1 per gli aerei.
L'attacco della 4. Panzerarmee del generale Hoth ebbe inizio il 4 marzo 1943 con il II SS-Panzerkorps a sinistra e il 48º Panzerkorps sulla destra, contro le linee della 3ª Armata corazzata del generale Rybalko che, dopo essere uscita dall'accerchiamento, era ridotta solo a due divisioni di fucilieri, il 6º Corpo di cavalleria della Guardia e due brigate corazzate con 35 carri armati in totale. Mentre il "Gruppo Raus" impegnava il 6º Corpo di cavalleria e la SS "Totenkopf" era ancora alle prese con il rastrellamento delle truppe sovietiche accerchiate, l'attacco principale venne sferrato dalla SS "Leibstandarte Adolf Hitler" che affrontò la 48ª Divisione fucilieri della Guardia, e dalla 6. Panzerdivision del 48º Panzerkorps che attaccò la 25ª Divisione fucilieri della Guardia e una brigata corazzata a Taranovka, trenta chilometri a sud di Char'kov. Le divisioni di fucilieri sovietiche opposero forte resistenza il 4 e il 5 marzo, ripiegando lentamente verso la città; la SS "Adolf Hitler" avanzò in due giorni di circa otto chilometri, mentre la 25ª Divisione respinse tutti gli attacchi. Il 6 marzo i tedeschi deviarono gli attacchi sull'ala sinistra: il 48º Panzerkorps manovrò per aggirare la posizione di Taranovka con la 11. Panzerdivision, mentre il II SS-Panzerkorps avanzò verso la strada per Valky. La manovra ebbe successo; la SS "Adolf Hitler" sfondò la linea principale nemica e, nonostante i contrattacchi di una brigata d'assalto sovietica, poté proseguire verso nord; la 3ª Armata corazzata venne respinta da Taranovka verso Merefa anche se la 25ª Divisione fucilieri continuava ad opporre tenace resistenza.

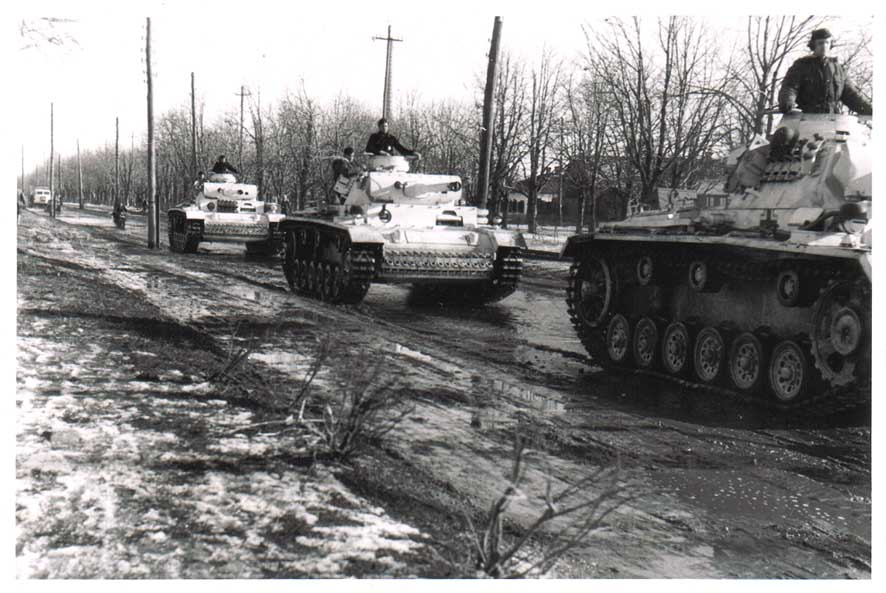
Carri armati Panzer III avanzano verso Char'kov.

Il 7 marzo la situazione dei sovietici divenne più difficile; mentre la 6. Panzerdivision e la 11. Panzerdivision continuavano gli assalti nel settore di Taranovka contro la 25ª Divisione fucilieri, il II SS-Panzerkorps, con tutte e tre le sue divisioni concentrate, avanzò più rapidamente, conquistò Valky e proseguì verso Lyubotin. La 3ª Armata corazzata dovette iniziare a ripiegare sulla linea del fiume Mža; l'armata del generale Rybalko stava perdendo il collegamento sul suo fianco destro con la 69ª Armata del generale Kazakov a causa dell'avanzata delle divisioni SS; inoltre la 69ª Armata venne attaccata dal "Gruppo Raus" che superò la resistenza di tre divisioni fucilieri sovietiche e avanzò con la Divisione "Grossdeutschland" verso la linea ferroviaria Char'kov-Poltava, venti chilometri a nord-ovest di Valky; tutta l'ala destra dello schieramento sovietico si stava disgregando e la 69ª Armata dovette ripiegare verso nord perdendo in parte i collegamenti con la 40ª Armata del generale Moskalenko. L'8 marzo l'avanzata tedesca si sviluppò con successo in tutti i settori e la posizione delle armate sovietiche a difesa di Char'kov si aggravò sensibilmente; il 48º panzerkorps infranse l'accanita resistenza della 25ª Divisione fucilieri e la 6. Panzerdivision e la 11. Panzerdivision raggiunsero il fiume Mža dove tuttavia i sovietici, con due divisioni fucilieri, una brigata corazzata e il reggimento cecoslovacco del colonnello Ludvik Svoboda, riuscirono a resistere a Sokolovo e Merefa. Sul fianco sinistro l'avanzata del II SS-Panzerkorps divenne incontrollabile, aprendo un varco di oltre 40 chilometri tra la 3ª Armata corazzata e la 69ª Armata. Ljubotin venne attaccata nel pomeriggio dalla "Das Reich" da sud e dalla "Adolf Hitler" da nord, mentre la "Totenkopf", in collegamento con la "Grossdeutschland" si avvicinò alla linea ferroviaria tra Bogoduchov e Char'kov. Il 9 marzo la "Das Reich" entrò a Ljubotin e quindi deviò verso est lungo la linea ferroviaria per attaccare direttamente la Char'kov; la "Adolf Htiler" raggiunse il fiume Udy e avanzò fino a Dergaci, mentre la "Totenkopf" superò a sua volta l'Udy e respinse il 6º Corpo di cavalleria della Guardia.
Il generale Golikov, comandante del Fronte di Voronež, era in contatto con lo Stavka e fin dall'8 marzo l'alto comando sovietico cercò di inviare rinforzi e fermare la controffensiva tedesca; il 9 marzo intervennero una divisione di fucilieri e una brigata corazzata fresca per cercare di fermare la SS "Das Reich". Lo Stavka inoltre ordinò al Fronte Sud-Occidentale di organizzare posizioni difensive lungo il fiume Rogan e fece muovere le sue riserve mobili; il 2º Corpo corazzato della Guardia, il 3º Corpo corazzato della Guardia e il 18º Corpo corazzato ricevettero l'ordine di intervenire a supporto del Fronte di Voronež. La sera del 8 marzo il generale Golikov aveva già ordinato a una brigata NKVD di iniziare a organizzare la difesa ravvicinata di Char'kov. Le disposizioni degli alti comandi sovietici erano urgenti perché il 9 marzo anche la divisione "Grossdeutschland" del "Gruppo Raus" era avanzata verso nord, aveva respinto due divisioni fucilieri ed era arrivata vicino Bogoduchov, interrompendo definitivamente i collegamenti tra la 69ª Armata e la 3ª Armata corazzata. Il generale Moskalenko cercò di organizzare un contrattacco in questo settore con tre divisioni fucilieri ma anche la posizione della 40ª Armata era difficile, essendo attaccata dalla 320ª Divisione fanteria, dalla 168ª Divisione fanteria e dalle divisioni della 2. Armee schierate a del fiume Psel. Tutto lo schieramento del Fronte di Voronež del generale Golikov era sotto attacco.

### Riconquista di Char'kov
Il generale Hoth, comandante della 4. Panzerarmee il mattino del 9 marzo 1943 aveva dato i primi ordini al generale Hausser per l'attacco a Char'kov; il generale richiedeva che le divisioni SS aggirassero la città da ovest verso nord, e poi aggiungeva di "chiarire la situazione...e sfruttare ogni possibilità per occupare Charkov con un colpo di mano". Questi ordini non precisavano chiaramente se la città avrebbe dovuto essere accerchiata o attaccata direttamente; il generale Hausser quindi il 9 e il 10 marzo fece manovrare il II SS-Panzerkorps in modo da aggirare a nord la città e contemporaneamente attaccarla direttamente da ovest con una parte delle sue forze. Queste decisioni del generale Hausser diedero in seguito adito a polemiche tra i generali tedeschi; alcuni affermarono che per ragioni di prestigio il generale Hausser volle combattere una battaglia urbana dentro Char'kov per prendere la rivincita dopo la sconfitta del 16 febbraio 1943, a costo di subire pesanti perdite in scontri ravvicinati. Il generale Hoth invece, ricordando la tragica esperienza di Stalingrado, aveva richiesto una manovra di aggiramento e accerchiamento che avrebbe reso inutile una sanguinosa battaglia dentro la città. In realtà le disposizioni del generale Hoth non erano chiare; il 10 marzo ordinò di "spingersi nella città da nord-est" pur affermando che "a ovest la città deve essere solo sbarrata".

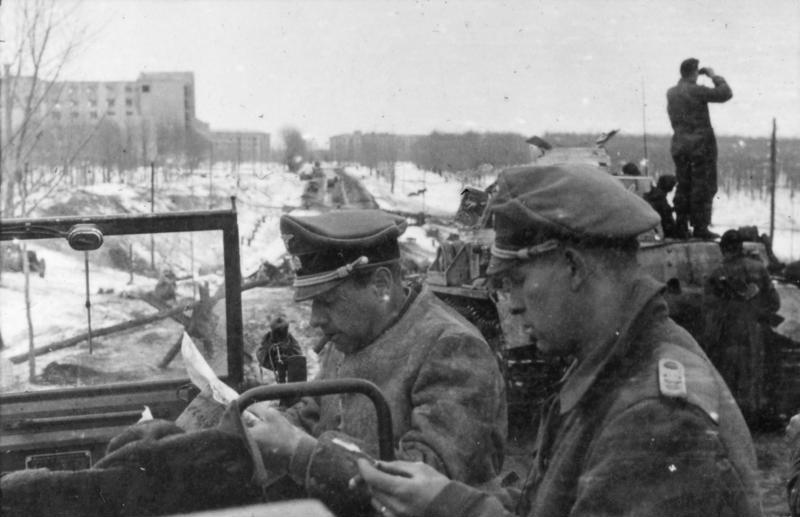
Ufficiali della SS "Leibstandarte Adolf Hitler" alla periferia di Char'kov.

Una nuova battaglia per Char'kov stava chiaramente per avere inizio; i tedeschi in questa fase disponevano anche della superiorità aerea e la Luftwaffe intervenne con notevole efficacia, effettuando oltre 1800 missioni solo il 10 marzo, mentre le divisioni della Wehrmacht e delle Waffen-SS riprendevano i loro movimenti. I contrattacchi delle divisioni fucilieri del generale Moskalenko non ebbero alcun successo e fallirono anche i tentativi di unità del Fronte Sud-Occidentale di portare aiuto con attacchi da Zmiëv; di conseguenza l'avanzata tedesca raggiunse risultati decisivi. Mentre le due Panzerdivision del 48º Panzerkorps continuavano a premere sulla linea del fiume Mža, a sud della città, la SS "Das Reich" iniziò ad avanzare verso i quartieri occidentali di Char'kov contro una divisione fucilieri e una brigata corazzata sovietica; la SS "Adolf Hitler" manovrò a nord di Char'kov, come richiesto dal generale Hoth, e la SS "Totenkopf" superò la resistenza del 6º Corpo di cavalleria della Guardia, e occupò Dergaci. Nella serata del 10 marzo i primi reparti della SS "Adolf Hitler" entrarono nei quartieri settentrionali e nord-orientali di Char'kov, sorprendendo il generale Belov, comandante della guarnigione della città; ormai la 3ª Armata corazzata del generale Rybalko era completamente respinta dentro Char'kov e avrebbe dovuto combattere duramente per difenderla ed evitare l'accerchiamento.
L'11 marzo le unità di testa della SS "Adolf Hitler" ripresero ad avanzare nei quartieri settentrionali, superando la resistenza di una divisione fucilieri e una brigata corazzata; il kampfgruppe del maggiore Max Hansen raggiunse, dopo accaniti combattimenti urbani, la grande piazza di Char'kov, mentre la SS "Das Reich" avanzava combattendo nei quartieri occidentali della città, costringendo i sovietici a ripiegare dietro il fiume Lopan dopo aver fatto saltare tutti i ponti. A questo punto il generale Hoth intervenne di nuovo e nel pomeriggio ordinò al generale Hausser di sganciare la SS "Das Reich", che avrebbe dovuto interrompere i combattimenti in città e, con un ampio movimento aggirante, passare a nord e a est di Char'kov per dirigere verso Zmiëv e chiudere l'accerchiamento della 3ª Armata corazzata. Il generale Hausser non condivideva questi ordini e riteneva che ci fosse la possibilità di concludere rapidamente i combattimenti urbani; la SS "Das Reich" inizialmente continuò a combattere a Char'kov e a mezzogiorno del 12 marzo raggiunse, dopo aspri scontri, la stazione centrale. Il generale Hoth, sempre preoccupato dall'esito di sanguinosi combattimenti dentro l'area urbana, ripeté il suo ordine di sganciare la SS "Das Reich" e infine la divisione si ritirò dalla città e iniziò il movimento a nord e a est di Char'kov secondo gli ordini del generale Hoth.

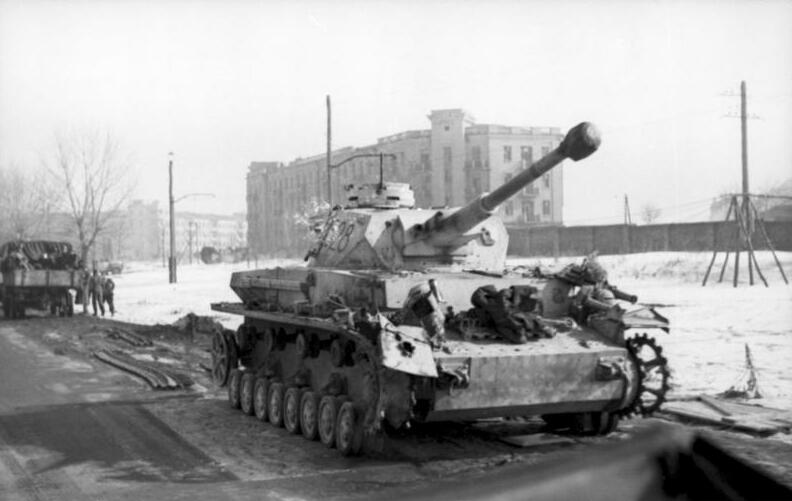
Un carro tedesco Panzer IV distrutto a Char'kov.

Le divisioni della 3ª Armata corazzata si difesero accanitamente dentro Char'kov ancora per quattro giorni; i sovietici mantenevano il controllo solo dei quartieri sud-orientali dove combattevano con grande tenacia le ultime riserve del generale Rybalko, una brigata fucilieri e una brigata corazzata; fino al 14 marzo continuarono combattimenti accaniti dentro la città dove, dopo lo sganciamento della SS "Das Reich", combattevano i reparti della SS "Adolf Hitler" che scendevano da nord. Quel giorno, in serata, la 3ª Armata corazzata sovietica ricevette l'ordine di abbandonare la città e ripiegare verso sud-est; i tedeschi arrivarono nei quartieri orientali completando la conquista di Char'kov, anche se gli scontri per l'area delle grandi fabbriche e per la periferia orientale continuavano ancora il 15 marzo.
Il comando del Fronte di Voronež la sera del 14 marzo aveva ordinato al generale Rybalko di abbandonare Char'kov perché la situazione strategica era divenuta estremamente grave e in realtà la 3ª Armata corazzata, con quattro divisioni fucilieri e tre brigate, era accerchiata. Nella notte del 12-13 marzo la SS "Totenkopf" aveva dato inizio al grande movimento aggirante a nord di Char'kov che aveva avuto pieno successo, grazie al concorso anche di un kampfgruppe del colonnello Heinz Harmel della SS "Das Reich" che si era sganciata dai combattimenti in città; la sera del 13 marzo i tedeschi raggiunsero Rogan e intercettarono le linee di comunicazione della 3ª Armata corazzata con le retrovie e la linea del fiume Donec. Anche a sud, sul Mža, le posizioni sovietiche dopo la prolungata resistenza, stavano cedendo; la 11. Panzerdivision e la 6. Panzerdivision erano a nord del fiume e il 14 marzo erano pronte a muovere per collegarsi con le unità SS arrivate da nord.

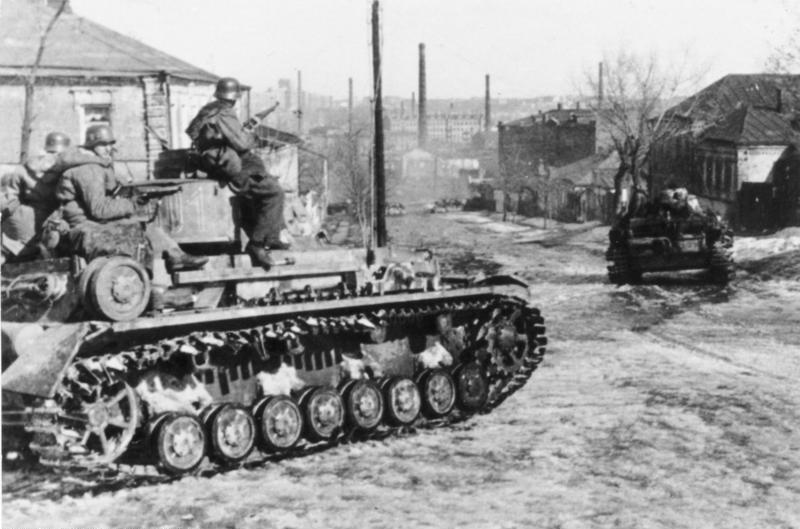
I panzer delle Waffen-SS entrano a Char'kov.

Il 15 e il 16 marzo si concluse la manovra di accerchiamento tedesca; la 6. Panzerdivision e la 11. Panzerdivision si congiunsero con reparti della SS "Das Reich" e della SS "Totenkopf" a sud-est di Char'kov; il 16 marzo altri reparti della SS "Das Reich" rastrellarono il settore delle grandi fabbriche e gli ultimi reparti della guarnigione sovietica, due brigate corazzate, una divisione fucilieri e la brigata NKVD, si ritirarono verso nord-est. I reparti della 3ª Armata corazzata cercarono di rompere l'accerchiamento e ripiegare il 15 e il 16 marzo; il generale Golikov aveva preso le prime misure fin dal 10 marzo per cercare di aiutare le truppe che rischiavano l'accerchiamento, con l'aiuto di riserve inviate dallo Stavka e di reparti distaccati dal Fronte Sud-Occidentale del generale Vatutin; quattro divisione fucilieri intervennero a sud-est di Char'kov e a Čuguev, e il 13 marzo iniziarono ad arrivare i reparti del 1º Corpo di cavalleria della Guardia che attaccarono le unità della SS "Das Reich" e della SS "Totenkopf" per guadagnare tempo. Questi reparti difesero la linea del Donec, mentre i reparti della 3ª Armata corazzata accerchiati cercavano di sfuggire divise in tre gruppi; due divisioni fucilieri riuscirono a ripiegare dietro il Donec nel settore di Zmiëv, mentre un altro gruppo, con due divisioni fucilieri e una brigata, riuscì a rompere il cordone tedesco nel settore del 48º Panzerkorps. Le perdite tra le truppe accerchiate furono pesanti e alcuni reparti si disgregarono, ma nel complesso la 3ª Armata corazzata del generale Rybalko riuscì a rompere l'accerchiamento e il 17 marzo raggiunse la riva orientale del Donec, a est di Čuguev.
Dal 17 marzo 1943 il II SS-Panzerkorps e il 48º Panzerkorps lasciarono le loro posizioni lungo il Donec a due divisioni di fanteria tedesche e iniziarono a riposizionarsi e riorganizzarsi; la SS "Das Reich" e la SS "Totenkopf" si concentrarono nell'area di Staryj Oskol, mentre la 6. Panzerdivision e la 11. Panzerdivision, raggiunte anche dalla 17. Panzerdivision, combatterono fino al 26 marzo contro il 1º Corpo di cavalleria della Guardia che oppose forte resistenza prima di ripiegare dietro il Donec. Nel frattempo i compiti del II SS-Panzerkorps non erano finiti; nuove battaglie erano già in corso in direzione di Belgorod dove ora si stava concentrando la controffensiva del feldmaresciallo von Manstein dopo la riconquista di Char'kov.

### Verso Kursk
Mentre si combatteva accanitamente nella regione di Char'kov, una situazione altrettanto pericolosa per i sovietici si era creata nella regione di Belgorod, dove il feldmaresciallo von Manstein aveva schierato il "Gruppo Raus" che, al comando del generale Erhard Raus, dipendeva al "Distaccamento Kempf"; questo raggruppamento mobile, dopo i successi dei primi giorni della controffensiva, era arrivato con la Divisione "Grossdeutschland" a Bogoduchov: contemporaneamente a sinistra era entrato in azione anche il LII Corpo d'armata della 2. Armee che aveva attaccato la 40ª Armata sovietica che era già in difficoltà come la 69ª Armata che aveva perso il collegamento con la 3ª Armata corazzata. L'11 marzo la "Grossdeutschland" conquistò Bogoduchov e riprese ad avanzare, mentre due divisioni di fanteria seguivano dietro.

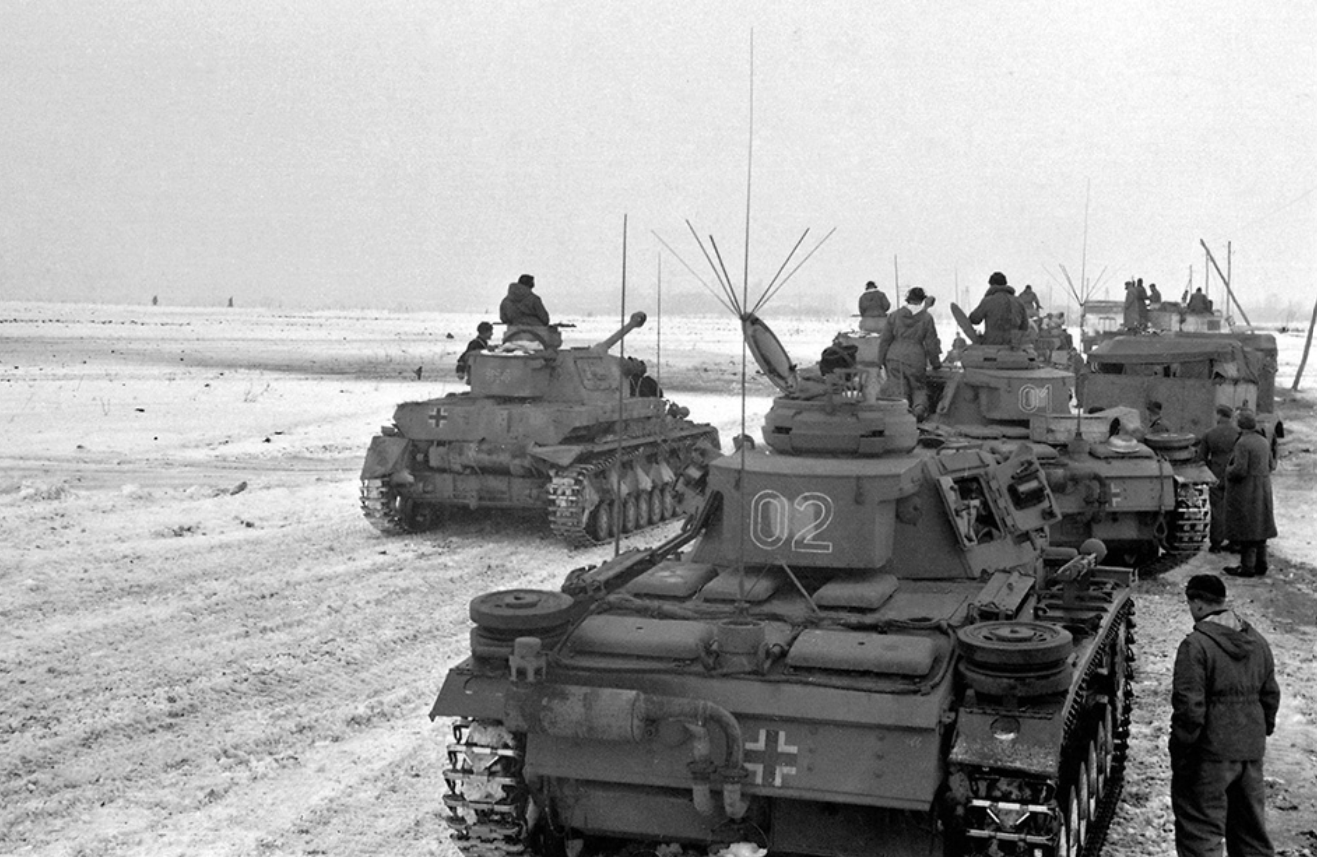
Reparto corazzato della Divisione "Grossdeutschland" nel marzo 1943.

Di fronte a questi sviluppi pericolosi dell'offensiva tedesca il generale Golikov decise di far ripiegare la 40ª Armata e la 69ª Armata su una linea più arretrata tra Grajvoron e Borisovka; il comandante del Fronte di Voronež, intendeva inoltre contrattaccare da Belgorod verso sud-ovest con tre corpi corazzati che erano stati inviati in urgenza dall'alto comando. La manovra di ripiegamento venne effettuata con difficoltà sotto gli attacchi aerei della Luftwaffe, mentre le riserve corazzate non arrivarono in tempo e dovettero essere impiegate a gruppi per rallentare l'avanzata tedesca che il 12 marzo riprese con successo. La Divisione "Grossdeutschland" attaccò alla giunzione tra 40ª e 69ª Armata, superò la resistenza di due divisioni di fucilieri e del debole 5º Corpo corazzato delle guardie e il 12 marzo conquistò Grajvoron. Il 13 marzo il generale Moskalenko, comandante della 40ª Armata, fece intervenire il 3º Corpo corazzato della Guardia per contrastare questa pericolosa avanzata tedesca, ma dopo scontri accaniti, la "Grossdeutschland" avanzò ancora e il 14 marzo prese anche Borisovka e interruppe di collegamenti tra la 40ª e la 69ª Armata. Mentre il generale Kazakov, comandante della 69ª Armata, cercava di organizzare una nuova linea difensiva e attendeva l'arrivo dei carri armati del 2º Corpo corazzato della Guardia che era a pieno organico, il generale Moskalenko cercò di rallentare la marcia tedesca da Borisovka, con i due corpi corazzati della Guardia e quattro divisioni fucilieri; nel frattempo le divisioni fanteria del "Gruppo Raus", insieme ai reparti della 2. Armee, occupavano il terreno abbandonato dai sovietici in ritirata. 
L'avanzata del "Gruppo Raus" e l'imminente caduta di Char'kov, scoprivano la posizione di Belgorod e potevano creare una minaccia strategica gravissima per tutto il fronte sovietico; in caso di sfondamento tedesco oltre Belgorod in direzione di Kursk, sarebbero state a rischio le retrovie e le vie di comunicazione del grande raggruppamento sovietico che era all'offensiva nel settore centrale del fronte dal 25 febbraio 1943. Come ordinato personalmente da Stalin, le armate del generale Rokossovskij, provenienti da Stalingrado, erano passate all'attacco dopo un trasferimento rapido, in direzione di Smolensk e stavano avendo dei successi, nonostante le grandi difficoltà logistiche.
Stalin e l'alto comando sovietico compresero quanto poteva divenire pericolosa la situazione per le armate sovietiche; si temette di perdere tutti i risultati dell'offensiva invernale e ci fu grande preoccupazione; lo Stavka temeva anche l'intervento delle truppe del Gruppo d'armate Centro che avrebbero potuto collaborare con il Gruppo d'armate Sud. Si decise di prendere provvedimenti decisivi per impedire una possibile catastrofe strategica; venne quindi fatta intervenire la riserva strategica del comando supremo. La 1ª Armata corazzata del generale Michail Katukov, originariamente destinata a essere schierata sul fronte di Demjansk, aveva ricevuto gli ordini segreti di trasferimento fin dalla direttiva dello Stavka del 7 marzo; i carri armati dell'armata, 631 mezzi corazzati, furono caricati sui pianali ferroviari e partirono in tutta fretta verso sud senza che gli ufficiali e i soldati sapessero quale fosse la loro nuova destinazione. Lo Stavka inoltre diede ordine al generale Rokossovskij di interrompere la sua offensiva verso Smolensk e iniziare a ripiegare; il generale doveva collaborare al trasferimento ferroviario della 1ª Armata corazzata e soprattutto doveva cedere la 21ª Armata che "entro il 13 marzo" avrebbe dovuto prendere posizione a sud di Kursk e iniziare a muovere sulla strada principale in direzione di Obojan per affrontare il nemico. Il comando supremo sovietico infine prevedeva che la 64ª Armata, che si trovava ancora a Stalingrado e che avrebbe dovuto partire per raggiungere il fronte del generale Rokossovskij, a sua volta invece accelerasse i movimenti verso il Fronte di Voronež, dove si sarebbe schierata sulla riva sinistra del Donec.

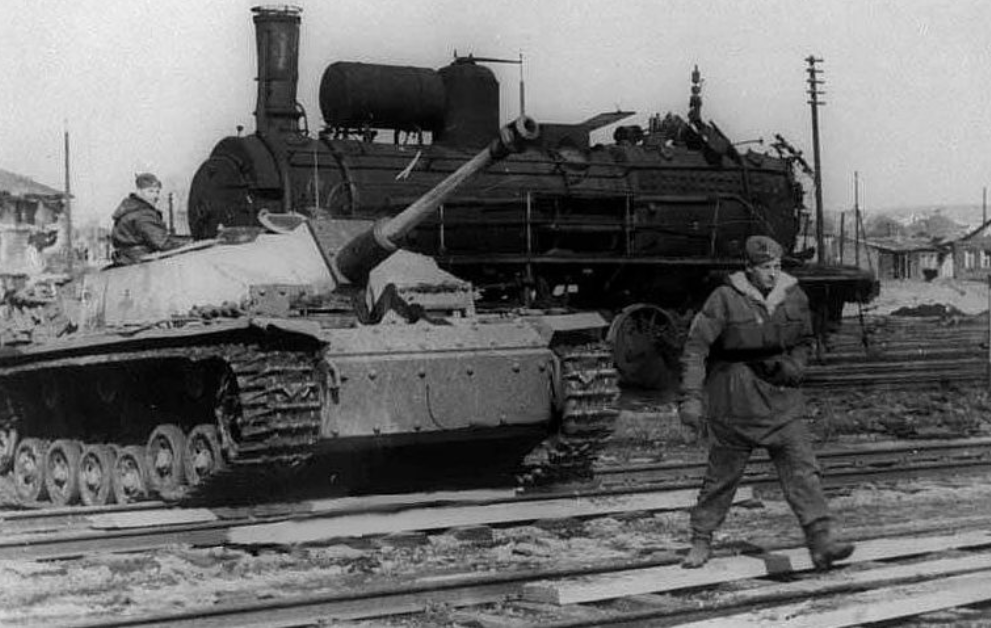
Un cannone d'assalto tedesco a Belgorod.

In attesa dell'arrivo di queste potenti riserve, il Fronte di Voronež non aveva rinunciato a fermare la spinta tedesca su Belgorod; il generale Golikov contrattaccò il 14 marzo verso Borisovka con il 3º Corpo corazzato della Guardia e il 5º Corpo corazzato della Guardia e per otto ore continuarono violenti scontri con i mezzi corazzati della Divisione "Grossdeutschland" che avanzavano verso Tomarovka. Il 15 marzo i combattimenti ripresero e i tedeschi raggiunsero Tomarovka; il contrattacco sovietico verso Borisovka era fallito ma alla fine i tedeschi furono bloccati nel settore della 40ª Armata, anche se rimaneva precario il collegamento con la 69ª Armata sulla sinistra. Il generale Golikov decise di riprendere il contrattacco il 16 marzo per eliminare le forze tedesche tra Borisovka e Tomarovka, mentre la 69ª Armata avrebbe dovuto rafforzare le sue difese 20 chilometri a sud di Belgorod. 
I nuovi contrattacchi del 3º Corpo corazzato della Guardia e il 5º Corpo corazzato della Guardia iniziati il 16 marzo contro la "Grossdeutschland" favorirono la ritirata dei reparti sovietici attardati dietro le linee tedesche ma non riuscirono a respingere il "Gruppo Raus" da Borisovka e Tomarovka; inoltre era ormai imminente l'arrivo del II SS-Panzerkorps che stava per intervenire dall'area di Char'kov verso nord per partecipare alla battaglia per Belgorod. Alle ore 04.00 del 18 marzo le divisioni SS "Adolf Hitler", "Das Reich" e "Totenkopf" iniziarono l'attacco tra la linea ferroviaria Char'kov-Belgorod e il corso del fiume Donec. La 69ª Armata del generale Kazakov difendeva le sue linee con solo 17000 soldati e 250 cannoni e non fu in grado di resistere e dovettero ripiegare abbandonando Belgorod; in questa fase intervenne in aiuto della 69ª Armata, il 2º Corpo corazzato delle Guardia, che disponeva di più di 170 carri armati e avrebbe potuto attaccare sul fianco le colonne tedesche in avanzata. Le fonti non concordano riguardo a questa fase dei combattimenti; secondo alcuni il 2º Corpo corazzato della Guardia combatté valorosamente per rallentare l'avanzata del II SS-Panzerkorps prima di essere respinto a est del Donec, secondo altri, il comandante di questa formazione, rimasto lontano dall'azione, non seppe cogliere il momento per contrattaccare. In ogni caso le divisioni SS superarono la resistenza del 2º Corpo corazzato della Guardia e alle ore 16.00 del 18 marzo conquistarono Belgorod che era difesa dai resti di due brigate con 400 soldati e sette carri armati in tutto.

### Sviluppi successivi
Dopo la caduta di Belgorod i combattimenti continuarono ancora per alcuni giorni; i tedeschi consolidarono le posizioni tra Borisovka e Tomarovka e lungo la linea del Donec; il "Gruppo Raus" e il II SS Panzerkorps stabilirono il collegamento tra Belgorod e Borisovka. In questa fase delle operazioni iniziarono a prendere posizioni le armate della riserva strategica che Stalin e lo Stavka avevano messo in movimento in tutta fretta; il 22 marzo 1943 entrarono in linea le prime divisioni 21ª Armata del generale Cistiakov e chiusero il varco tra la 40ª Armata del generale Moskalenko e i resti della 69ª Armata del generale Kazakov; lo stesso giorno la 64ª Armata del generale Sumilov, proveniente da Stalingrado, iniziò a schierarsi sul corso del Donec; i primi carri armati del generale Katukov erano in arrivo a nord di Belgorod. Da alcuni giorni inoltre Stalin aveva inviato sul posto con urgenza, a riprendere il controllo della situazione sul Fronte di Voronež e sul Fronte Sud-occidentale, i suoi migliori comandanti militari; prima il maresciallo Aleksandr Vasilevskij e poi il maresciallo Georgij Žukov.
Secondo le fonti sovietiche fino al 25 marzo continuarono aspri combattimenti sia a nord di Belgorod sia sulla linea del Donec a est; in entrambi i settori i tedeschi furono respinti dalle riserve strategiche sovietiche della 21ª e della 64ª Armata. L'Armata Rossa quindi arrestò finalmente la controffensiva del Gruppo d'armate Sud del feldmaresciallo von Manstein, iniziata il 20 febbraio 1943; il fronte venne stabilizzato a sud di Obojan e lungo il corso del Donec; in questi settori iniziarono subito i lavori campali per rinforzare le posizioni sovietiche e costituire quello che sarebbe presto diventato il lato meridionale del "saliente di Kursk". Secondo le fonti tedesche l'arrivo del disgelo primaverile contribuì in modo decisivo ad arrestare le operazioni attive fino all'arrivo dell'estate.
Mentre le operazioni erano sospese sul lato meridionale del "saliente di Kursk", i combattimenti stavano terminando anche negli altri settori del Fronte orientale; dopo lo spostamento delle riserve strategiche, l'Armata Rossa aveva rinunciato ad ulteriori offensive nel settore di Leningrado, mentre il generale Rokossovksij era riuscito a completare la ritirata ed a stabilizzare le sue posizioni dopo aver sospeso l'ambiziosa offensiva su Smolensk. Dal 21 marzo il fronte del generale Rokossovskij passò sulla difensiva e iniziò a preparare le posizioni di quello che sarebbe diventato il lato settentrionale del "saliente di Kursk".
Nelle regioni meridionali del Fronte orientale, già raggiunte dal disgelo, le operazioni erano già terminate da tempo; dopo la disfatta della operazione Galoppo del generale Vatutin, dal 4 marzo il Fronte Sud-Occidentale era schierato lungo il corso del Donec e nel Donbass orientale, mentre ancora più a sud il generale Malinovskij fronteggiava le posizioni tedesche sul fiume Mius. Su questa linea sarebbe ripresa la guerra all'est nell'estate 1943.

## Bilancio e conclusione
Il 23 marzo 1943 il feldmaresciallo von Manstein diramò un ordine del giorno alle truppe in cui rimarcava i successi raggiunti e lodava, per il loro comportamento nella difficile battaglia invernale, gli ufficiali e i soldati; la controffensiva iniziata il 20 febbraio aveva permesso di evitare la distruzione dell'esercito tedesco nel settore meridionale del fronte che in alcuni momenti era sembrata probabile, aveva ristabilito i collegamenti tra il Gruppo d'armate Sud e il Gruppo d'armate Centro e aveva consentito di mantenere il possesso della maggior parte del Donbass con le sue importanti risorse minerarie e industriali. Per Hitler, che il 10 marzo era ritornato al quartier generale di Zaporož'e per confermare l'importanza di difendere il Donbass e anche la testa di ponte di Nikopol' con le sue miniere di manganese, la controffensiva del feldmaresciallo von Manstein fu importante anche perché permise la riconquista di Char'kov da parte delle Waffen-SS; la propaganda tedesca poté quindi esaltare il valore di queste truppe ideologizzate. Hitler fu molto contento per i successi delle sue truppe SS anche se fu contraddittorio sulla reale importanza da lui attribuita alle recenti vittorie; in alcune circostanze affermò che forse il crollo dei sovietici era vicino e che "si poteva vincere la guerra quest'anno"; in altre occasioni disse invece nel 1943 bisognava solo mantenere le posizioni raggiunte sul fronte est.

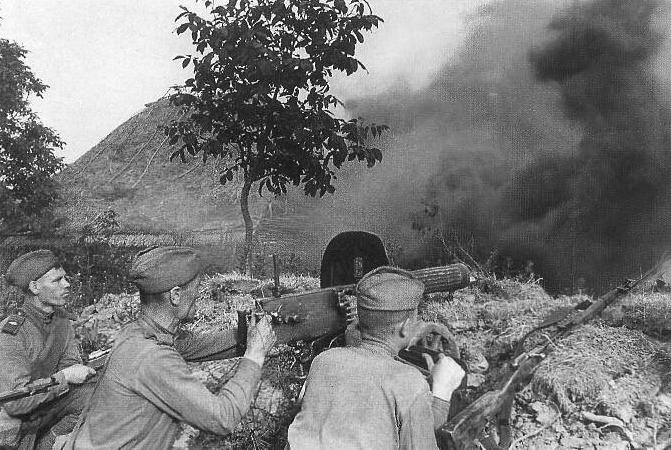
Postazione di mitragliatrice sovietica durante la battaglia di Kursk.

La controffensiva del feldmaresciallo von Manstein si concluse con una netta vittoria tedesca; dopo le pesanti perdite subite nella prima fase dal Fronte Sud-Occidentale del generale Vatutin, nella seconda fase i sovietici persero le importanti città di Char'kov e Belgorod, liberate da appena un mese, e subirono ulteriori pesanti perdite: la 3ª Armata corazzata e la 69ª Armata furono praticamente distrutte; secondo le statistiche sovietiche ci furono 86000 perdite tra i soldati e 322 carri armati furono distrutti solo nella difesa di Char'kov e Belgorod. Le fonti tedesche riportano dati più elevati delle perdite sovietiche, 50000 morti, 19594 prigionieri e 1410 mezzi corazzati, per tutto il periodo della controffensiva dal 20 febbraio al 23 marzo 1943. Le perdite tedesche non sono conosciute con precisione; furono sicuramente elevate a causa della tenace resistenza sovietica in tutti i settori e per le difficoltà ambientali; solo il II SS-Panzerkorps ebbe 12000 soldati morti o feriti.
Sul reale esito finale dal punto di vista strategico globale della controffensiva del feldmaresciallo von Manstein e sulle cause del suo arresto nella terza settimana di marzo 1943 rimane invece una grande discordanza tra le fonti tedesche e sovietiche. In generale le fonti tedesche lodano le capacità dimostrate dalle truppe e dagli ufficiali della Wehrmacht e in particolare evidenziano l'abilità operativa del feldmaresciallo von Manstein che permise di superare una lunga serie di situazioni tattiche difficili per l'esercito tedesco. Inoltre nelle fonti tedesche si attribuisce la fine della controffensiva nel marzo 1943 soprattutto al disgelo con la sua marea di fango che avrebbe impedito ogni movimento motorizzato; in pratica quindi si sarebbe trattato di una decisione autonoma del comando tedesco che, soddisfatto dei risultati raggiunti, avrebbe preferito non insistere; scarso peso viene attribuito alla crescente resistenza sovietica. Si afferma quindi che in realtà la controffensiva del Gruppo d'armate Sud non avesse obiettivi strategici ambiziosi e non mirasse ad ottenere una vittoria decisiva marciando su Kursk; si sarebbe trattato di un "esempio di difesa attiva".

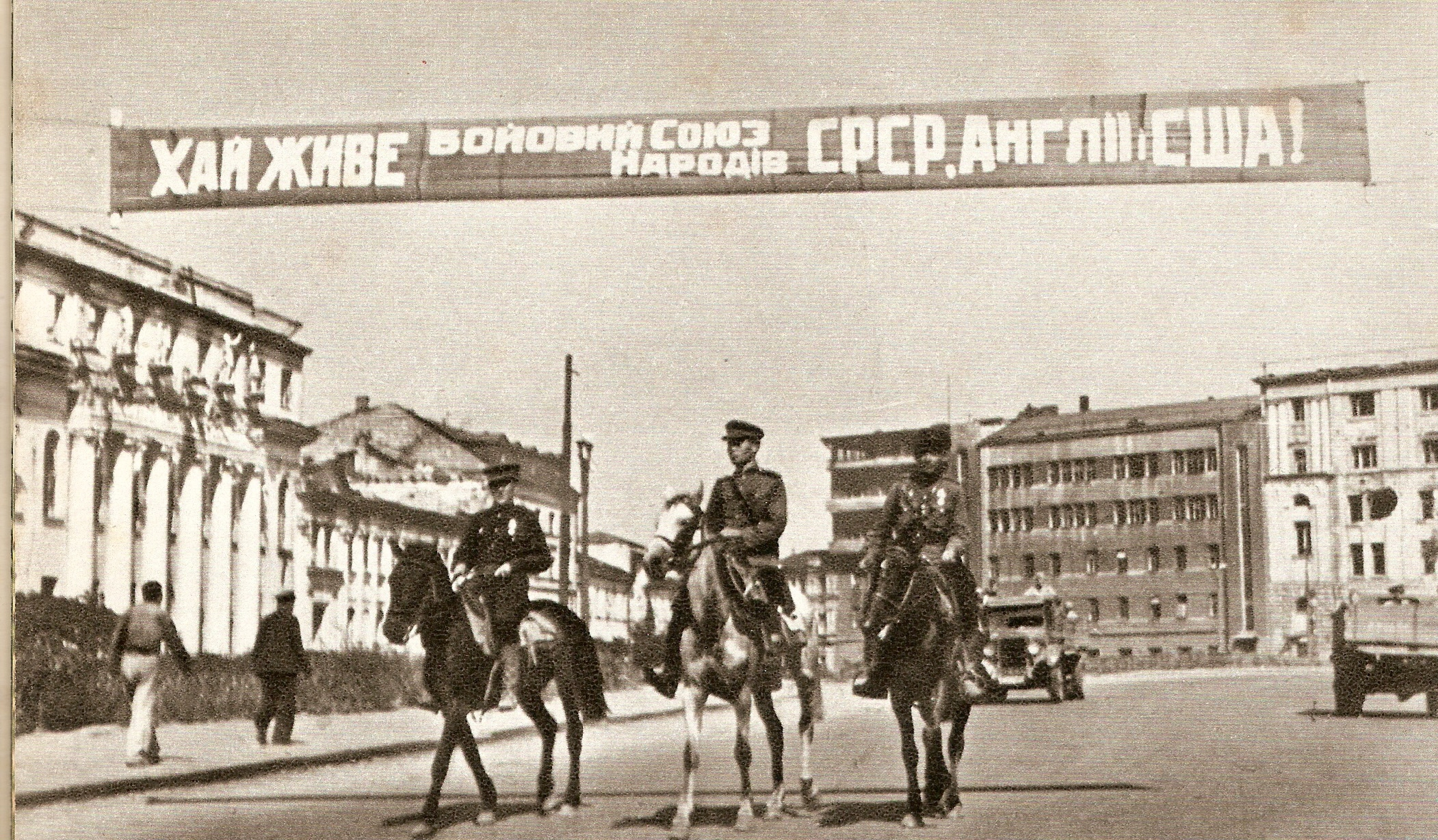
Le truppe sovietiche entrano a Char'kov il 23 agosto 1943.

Le fonti sovietiche invece criticano queste valutazioni e affermano che in realtà la controffensiva tedesca avesse obiettivi molto più ampi e che dovette essere interrotta soprattutto a causa del rapido ed efficace intervento delle riserve strategiche del comando supremo, che bloccò ogni ulteriore avanzata nemica, e per la capacità di resistenza dell'Armata Rossa; in questo senso quindi si sarebbe trattato di un vero fallimento strategico finale per la Germania nazista che quindi fu costretta a rimandare l'attacco al saliente di Kursk all'estate 1943, quando ormai le difese dell'Armata Rossa erano molto più solide ed erano state accuratamente organizzate in profondità. All'epoca dei fatti sicuramente il comando supremo fu molto allarmato dagli sviluppi della controffensiva tedesca; esso temette una disfatta strategica che avrebbe potuto rimettere in discussione i risultati della grande vittoria di Stalingrado; Stalin mostrò grande irritazione con Winston Churchill in una lettera del 15 marzo 1943 in cui affermò che l'Armata Rossa sosteneva tutto il peso della guerra e che gli anglo-americani in Tunisia invece di aiutare i sovietici avevano interrotto la loro offensiva. Dopo la fine delle operazioni tedesche e il consolidamento delle difese sovietiche nel saliente di Kursk. Stalin sembrò rassicurato e parlò nel discorso del 1º maggio 1943 di tentativo fallito da parte della Germania nazista di ottenere una "Stalingrado tedesca".
Lo storico militare americano David M. Glantz afferma che le due fasi della controffensiva tedesca respinsero indietro l'Armata Rossa di circa 150-200 chilometri e fecero svanire bruscamente le speranze dello Stavka di raggiungere una vittoria decisiva già nel corso dell'inverno 1942-43, mentre diedero grande sollievo all'alto comando tedesco, che poté per alcuni mesi credere ancora in una vittoria della Germania all'est, nonostante le catastrofiche disfatte della campagna di Stalingrado; lo storico ritiene però che furono proprio queste infondate speranze di vittoria che indussero i tedeschi a sferrare una terza offensiva d'estate che sarebbe completamente fallita nella cruciale battaglia di Kursk. Le impreviste sconfitte di febbraio-marzo 1943 quindi paradossalmente furono esperienze che giovarono a Stalin e all'alto comando sovietico, che impararono a non sottovalutare le capacità dei soldati e dei generali tedeschi e compresero che offensive troppo ambiziose per vincere la guerra in un colpo solo erano impossibili contro un nemico come la Wehrmacht; sarebbero state necessarie molte altre battaglie per vincere definitivamente la guerra.
Char'kov, conquistata il 25 ottobre 1941 dai tedeschi durante l'operazione Barbarossa e ripresa dai sovietici una prima volta il 16 febbraio 1943, tuttavia per il momento ritornò in mano tedesca; questo ultimo successo si sarebbe rivelato del tutto temporaneo: dopo la sconfitta a Kursk la Wehrmacht sarebbe passata definitivamente alla difensiva e l'Armata Rossa avrebbe finalmente liberato la grande città ucraina il 23 agosto 1943 al cumine della quarta battaglia di Char'kov.